# Olga Vasdeki
Olga Vasdeki (griechisch Όλγα Βασδέκη, Olga-Anastasia Vasdeki; * 26. September 1973 in Volos) ist eine ehemalige griechische Dreispringerin. 
Olga Vasdeki verbesserte von 1993 bis 1998 elfmal den griechischen Rekord von 13,37 m auf 14,64 m. Sie leitete eine Erfolgsserie griechischer Dreispringerinnen ein, die von Paraskevi Tsiamita und Chrysopigi Devetzi fortgesetzt wurde.

## Karriere
Der internationale Durchbruch gelang Olga Vasdeki im Jahr 1996. Bei den Halleneuropameisterschaften in Stockholm gewann sie mit 14,30 m Bronze hinter Iwa Prandschewa (BUL) und Šárka Kašpárková (CZE). Bei den Olympischen Spielen 1996 in Atlanta wurde sie mit 14,44 m Fünfte, lag allerdings einen halben Meter hinter der Bronzemedaille zurück. Bei den Weltmeisterschaften 1997 belegte sie mit 14,62 m den vierten Platz, fünf Zentimeter hinter der Drittplatzierten Olena Howorowa (UKR).
Ebenfalls Vierte wurde Vasdeki bei den Halleneuropameisterschaften 1998 in Valencia. Mit 14,29 m lag sie dieses Mal drei Zentimeter hinter der Drittplatzierten Jelena Lebedenko (RUS). Im Sommer bei den Europameisterschaften 1998 in Budapest sprang Vasdeki mit 14,59 m die weiteste Qualifikationsweite. Das Finale gewann sie mit 14,55 m hauchdünn vor Šárka Kašpárková mit 14,53 m und Teresa Marinowa (BUL) mit 14,50 m. Zum Saisonabschluss gewann sie beim World-Cup in Johannesburg mit 14,64 m vor Tatjana Lebedewa (RUS) mit 14,36 m.
Bei den Weltmeisterschaften 1999 in Sevilla sprang Olga Vasdeki mit 14,61 m genauso weit wie Yamilé Aldama (CUB), unterlag dieser aber wegen des schlechteren zweitbesten Versuchs. Olga Vasdeki gewann Bronze, denn ihre Landsfrau Tsiamita sicherte sich mit 14,88 m den Sieg. Im Juli 1999 hatte Vasdeki mit 14,67 m ihre Bestweite aufgestellt, zu diesem Zeitpunkt war sie von Tsiamita aber bereits als Landesrekordlerin abgelöst worden.
In Sydney bei den Olympischen Spielen 2000 wurde Vasdeki mit 14,15 m Siebte. Bei den Leichtathletik-Weltmeisterschaften 2003 in Paris wurde sie mit 14,08 m Zwölfte, bei den Olympischen Spielen 2004 in Athen reichten 14,34 m noch zu Platz elf.
Olga Vasdeki ist mit ihrem Trainer Panayiótis Markianidis verheiratet, einem ehemaligen Sprinter. Bei einer Körpergröße von 1,75 m betrug ihr Wettkampfgewicht 60 kg. Ihr älterer Bruder Spyridon Vasdekis war als Weitspringer ebenfalls international erfolgreich.